# Reedsport
Myrtle Creek – miasto w  Stanach Zjednoczonych. Położone w zachodniej części stanu Oregon w hrabstwie Douglas. W roku 2013 zamieszkiwane przez 4 090 mieszkańców.